# Таволжанін
О́стрів Таволжа́нін — ботанічний заказник місцевого значення в Україні. Розташований на території Запорізького району Запорізької області, в межах острова Таволжанін, посередині річки Дніпро. 
Площа 31 га. Статус присвоєно згідно з рішенням Запорізького облвиконкому від 25.09.1984 року № 315. Перебуває у віданні ДП «Запорізьке лісомисливське господарство» (Хортицьке лісництво, кв. 47). 
Статус присвоєно для збереження ділянки степу з типовою рослинністю, серед якої трапляються рідкісні види.